# Camilo Aldao (militar)
Camilo Aldao (n. Santa Fe; 18 de julio de 1822 - f. Rosario; 4 de julio de 1892) fue un militar argentino.
El fundador de la Colonia Elisa fue hijo de Pedro de Aldao y Joaquina Rodríguez del Fresno, cuñada del brigadier Estanislao López, caudillo y gobernador de Santa Fe. Su padre falleció al poco tiempo de su nacimiento, por lo que a principios de 1823 su madre volvió a casarse con el comerciante y político canario, naturalizado santafesino, Domingo Cullen (1791-1839), gobernador de Santa Fe, tras suceder al general López. Cuando Camilo Aldao tenía 16 años, su padrastro Cullen se opuso a la política del caudillo federal y gobernador de Buenos Aires Juan Manuel de Rosas, por lo que este lo mandó fusilar en 1838.
Camilo Aldao emigró a Corrientes y comenzó a militar en el Partido Unitario. Se alistó en las fuerzas unitarias del general José María Paz y en 1841 participó en la batalla de Caaguazú. Pasó luego a la República Oriental del Uruguay como ayudante mayor del presidente Fructuoso Rivera. Participó en los enfrentamientos librados en ambas márgenes del Plata, hasta el derrocamiento de Rosas, en 1852.
En 1854 se mudó a la ciudad de Rosario, donde fue designado cónsul segundo del Tribunal de Comercio.
En 1855 se casó con Inés Nicolorich, viuda de Ruiz, con la que tuvo diez hijos:
- Elvira Inés (Rosario, 1856 − Mar del Plata, 1950), autora de relatos costumbristas, esposa de Manuel N. Díaz Wals.
- Inés de las Nieves,
- Camilo Ricardo,
- María Luisa
- María Amalia,
- Ricardo Camilo,
- María del Rosario,
- José María (quien desarrollaría la colonia Camilo Aldao),
- Guillermo José y
- Martín Buenaventura.

Como miembro activo del Partido Liberal intervino en la batalla de Pavón en 1861, actuando como segundo comandante del Batallón de Guardias Nacionales de Rosario, integrado por voluntarios incorporados a los batallones de Urquiza.
En 1866 actuó como concejal municipal de Rosario.
En 1874 formó parte del grupo fundador del Banco Provincial de Santa Fe y durante dos años ejerció la presidencia del Club Social de Rosario.
Amigo y admirador de Nicasio Oroño, de Aarón Castellanos y Guillermo Perkins, Camilo Aldao se dedicó a fundar colonias y pueblos. En sus comienzos constituyó una sociedad con su hermano José María Cullen, con quien fundó la colonia Jesús María (actual Timbúes) en 1871. Posteriormente, ya disuelta la sociedad, fundó la Colonia Bella Italia (1881), la Colonia Aldao (1885), la Colonia Garibaldi (1886), compró a Aarón Castellanos la colonia Aarón Castellanos y en 1887, con su yerno Manuel Díaz, fundó la colonia Elisa, su única propiedad en la provincia de Córdoba. 
Reflejó en su obra “Hojas secas" la vida aldeana de Rosario a fines del siglo XIX, y la época de tremenda transición de la ciudad. Dio nueva vida a personajes de la vida argentina un poco olvidados, como Aristóbulo del Valle a quien dedicó un libro,  y a muchos otros que, al pasar recordaba  con sus virtudes y sus defectos, sus luces y sombras, tal cual, sin procurar nunca atemperar su impresión para equivocar a quien la leyera. Su sinceridad desbordante la llevaría a ser la corresponsal epistolar de Lisandro de la Torre, para tratar los más candentes asuntos políticos argentinos, quien en plena lucha hacía un alto para escribirle.
Fue el primer habitante de Rosario que hizo  construir allá por 1870 una casa de dos pisos, sobre calle Santa Fe casi Buenos Aires, frente a la Plaza 25 de Mayo, a metros del Palacio Municipal y de la  Catedral. La casona se recortaba señorial, sobre el paisaje despojado de una urbe en ciernes. Ornada con columnas, estucos, mármoles y pisos barrocos  fue la primera con baño a la inglesa, al lado de los dormitorios, para poder bañarse en invierno – según expresa su hija Elvira Aldao de Díaz en su obra “Recuerdos de antaño” Edit. Peuser 1913. Otra de sus viviendas  que hoy todavía existe, fue  declarada por la Municipalidad de Rosario, patrimonio de la ciudad - está ubicada en Juan Manuel de Rosas 948.
Aldao falleció en Rosario el 4 de julio de 1892, a los 69 años. Desde el 18 de julio de 2011, los restos de Camilo Aldao y de su esposa Maria Inés del Rosario Nicolorich, fueron trasladados a la localidad de Colonia Aldao, donde yacen en la Parroquia “San Camilo de Lelis”.

## Homenajes
En  Timbúes una calle lleva su nombre. 
En Rosario, Provincia de Santa Fe, una calle lleva su nombre. Corre de S. a N. entre las calles Matienzo y Larrea, desde la calle Paso al pasaje E. Deliot. Al atravesar el barrio Azcuénaga, en el tramo que va desde calle Mendoza a la de Montevideo, su trazado se encuentra interrumpido. Se le impuso ese nombre por Ord. 125 del año 1920.
En Santa Rosa de Calamuchita, provincia de Córdoba, una calle lleva su nombre.